# Deyah (Kuta Baro)
Deyah is een bestuurslaag in het regentschap Aceh Besar van de provincie Atjeh, Indonesië. Deyah telt 514 inwoners (volkstelling 2010).